# 금채림
금채림(1998년 10월 23일 ~ )은 대한민국 MBC의 기상캐스터이다.

## 학력
- 보은여자중학교
- 보은고등학교
- 단국대학교 영어영문학과, 스포츠경영학과 복수전공

## 경력사항
- MBC 기상캐스터 (2021년 5월 ~ 현재)

## 방송
- MBC 《12 MBC 뉴스》(2021년 5월 31일 ~ 10월 1일)
- MBC 《2시 뉴스외전》(2022년 2월 14일)
- MBC 《5 MBC 뉴스》평일 (2021년 10월 5일 ~ 2022년 10월 21일) / 수~금요일 (2022년 10월 26일 ~ 2022년 12월 30일, 2023년 2월 ~ 2023년 4월 28일)
- MBC 《주말 MBC 뉴스투데이》(2022년 10월 29일 ~ 2022년 12월 31일, 2023년 2월 ~ 2023년 4월 29일)
- MBC 《주말 MBC 뉴스》 토요일 (2022년 10월 29일 ~ 2023년 4월 29일) / 일요일 (2021년 6월 6일 ~ 2023년 4월 30일)
- MBC 《평일 MBC 뉴스투데이》(2023년 1월 2일 ~ 2023년 2월, 2023년 5월 1일 ~ 현재)
- MBC 《930 MBC 뉴스》(2023년 1월 3일 ~ 2023년 2월, 2023년 5월 1일 ~ 현재)